# Monsters (canción de Shinedown)
«Monsters» es una canción de la banda de rock estadounidense Shinedown. Fue lanzado el 1 de marzo de 2019 como el tercer sencillo del sexto álbum de estudio Attention Attention (2018). La canción alcanzó la cima de la lista Billboard Mainstream Rock Songs en junio de 2019. Al alcanzar el número uno en Mainstream Rock, Shinedown pasó al segundo lugar entre los números uno de Mainstream Rock con catorce canciones. "Monsters" fue nominado para el premio a la canción de rock del año de iHeartRadio.

## Antecedentes
La canción fue lanzada en marzo de 2019, como el tercer sencillo del álbum de estudio Attention Attention, después de "Devil" y "Get Up". En abril de 2019, Billboard notó que la canción se había convertido en la vigésima quinta canción entre los diez primeros de la banda en la lista Mainstream Rock Songs. En junio de 2019, había alcanzado el número dos en la lista y lo superó durante una semana en julio. La banda se burló de un video musical de la canción en julio de 2018, aunque no se lanzó hasta junio de 2019. El 2 de julio de 2019, la banda lanzó un video animado de la canción.

## Temas y composición
Attention Attention es un álbum conceptual que, desde el principio hasta el final del álbum, "traza la vida de un protagonista individual desde los mínimos insoportables hasta los máximos abrasadores", con la pista que aparece en el punto medio del álbum. Smith afirma que el La canción estuvo influenciada por sus luchas pasadas con el alcoholismo y el abuso de sustancias con las que luchó en la era de The Sound of Madness de la banda.
Smith señaló de manera similar que la canción estaba influenciada por su autoconciencia del problema y su creencia de que, a pesar de su control de su sobriedad, siente que solo un trago de alcohol podría llevarlo de regreso a la borrachera y causar problemas.
Si bien los críticos vieron gran parte de Attention Attention como un intento de atender a los fanáticos de las bandas pop modernas como Imagine Dragons, se notó que "Monsters" sonaba más como el sonido clásico de Shinedown.

## Posicionamiento en lista
| Lista (2019–2020)             | Mejor posición |
| ----------------------------- | -------------- |
| US Hot Rock Songs (Billboard) | 39             |
| US Rock Airplay (Billboard)   | 34             |